# Superhochzusammengesetzte Zahlen
Eine superhochzusammengesetzte Zahl (engl. superior highly composite number, kurz: SHCN) ist eine hochzusammengesetzte Zahl, die in einem strengen Rahmen mehr Teiler als andere Zahlen derselben Größenordnung hat. Solch eine Zahl eignet sich dadurch besonders gut als Basis für einen vollen Satz, wie zum Beispiel in der Zeitmessung (60 Minuten, 60 Sekunden) oder bei Winkeln (360° als Vollwinkel).
Die Eigenschaft wird über das Verhältnis der Zahl {\displaystyle n} zu ihrer Teileranzahl {\displaystyle d(n)} bestimmt. Für eine superhochzusammengesetzte Zahl n muss es einen beliebigen, reellen, positiven Exponenten ε geben, sodass für alle natürlichen Zahlen k kleiner n gilt:
{\displaystyle {\frac {d(n)}{n^{\varepsilon }}}\geq {\frac {d(k)}{k^{\varepsilon }}}}
und für alle k größer n:
{\displaystyle {\frac {d(n)}{n^{\varepsilon }}}>{\frac {d(k)}{k^{\varepsilon }}}}
mit der Teileranzahlfunktion d(n). Die Beschreibung wurde geprägt von Srinivasa Ramanujan.
Beispielsweise ist die Zwölf die Zahl mit der größten Teileranzahl je Quadratwurzel der Zahl selbst, wie anhand einiger hochzusammengesetzter Zahlen in der Nähe zu erkennen ist:
{\displaystyle {\frac {2}{2^{0,5}}}\approx 1{,}414;{\frac {3}{4^{0,5}}}=1{,}5;{\frac {4}{6^{0,5}}}\approx 1{,}633;{\frac {6}{12^{0,5}}}\approx 1{,}732;{\frac {8}{24^{0,5}}}\approx 1{,}633;{\frac {12}{60^{0,5}}}\approx 1{,}549}
Wird nun der Exponent ε = 0,4 gesetzt, sticht die 120 heraus:
{\displaystyle {\frac {9}{36^{0,4}}}\approx 2{,}146;{\frac {10}{48^{0,4}}}\approx 2{,}126;{\frac {12}{60^{0,4}}}\approx 2{,}333;{\frac {16}{120^{0,4}}}\approx 2{,}357;{\frac {18}{180^{0,4}}}\approx 2{,}255;{\frac {20}{240^{0,4}}}\approx 2{,}233;{\frac {24}{360^{0,4}}}\approx 2{,}279}
Die ersten 15 SHCN (Folge A002201 in der OEIS) sind ebenfalls die ersten 15 kolossal abundanten Zahlen, die durch ihre Teilersumme anstatt -anzahl bestimmt werden. Allerdings ist keine der beiden Zahlenmengen eine Unterkategorie der anderen.

## Die ersten fünfzehn superhochzusammengesetzten Zahlen
| k  | k-te SHCNn | Primfaktorzerlegung                  | Primfaktor- exponenten | Teileranzahl d(n) | Teileranzahl d(n) | Primorialfaktoren    |
| -- | ---------- | ------------------------------------ | ---------------------- | ----------------- | ----------------- | -------------------- |
| 1  | 2          | 2                                    | 1                      | 2                 | 2                 | 2                    |
| 2  | 6          | 2 ⋅ 3                                | 1,1                    | 2                 | 4                 | 6                    |
| 3  | 12         | 2 ⋅ 3                                | 2,1                    | 3 ⋅ 2             | 6                 | 2 ⋅ 6                |
| 4  | 60         | 2 ⋅ 3 ⋅ 5                            | 2,1,1                  | 3 ⋅ 22            | 12                | 2 ⋅ 30               |
| 5  | 120        | 23 ⋅ 3 ⋅ 5                           | 3,1,1                  | 4 ⋅ 22            | 16                | 2 ⋅ 30               |
| 6  | 360        | 23 ⋅ 32 ⋅ 5                          | 3,2,1                  | 4 ⋅ 3 ⋅ 2         | 24                | 2 ⋅ 6 ⋅ 30           |
| 7  | 2520       | 23 ⋅ 32 ⋅ 5 ⋅ 7                      | 3,2,1,1                | 4 ⋅ 3 ⋅ 22        | 48                | 2 ⋅ 6 ⋅ 210          |
| 8  | 5040       | 24 ⋅ 32 ⋅ 5 ⋅ 7                      | 4,2,1,1                | 5 ⋅ 3 ⋅ 22        | 60                | 2 ⋅ 6 ⋅ 210          |
| 9  | 55440      | 24 ⋅ 32 ⋅ 5 ⋅ 7 ⋅ 11                 | 4,2,1,1,1              | 5 ⋅ 3 ⋅ 23        | 120               | 2 ⋅ 6 ⋅ 2310         |
| 10 | 720720     | 24 ⋅ 32 ⋅ 5 ⋅ 7 ⋅ 11 ⋅ 13            | 4,2,1,1,1,1            | 5 ⋅ 3 ⋅ 24        | 240               | 2 ⋅ 6 ⋅ 30030        |
| 11 | 1441440    | 25 ⋅ 32 ⋅ 5 ⋅ 7 ⋅ 11 ⋅ 13            | 5,2,1,1,1,1            | 6 ⋅ 3 ⋅ 24        | 288               | 23 ⋅ 6 ⋅ 30030       |
| 12 | 4324320    | 25 ⋅ 33 ⋅ 5 ⋅ 7 ⋅ 11 ⋅ 13            | 5,3,1,1,1,1            | 6 ⋅ 4 ⋅ 24        | 384               | 2 ⋅ 62 ⋅ 30030       |
| 13 | 21621600   | 25 ⋅ 33 ⋅ 52 ⋅ 7 ⋅ 11 ⋅ 13           | 5,3,2,1,1,1            | 6 ⋅ 4 ⋅ 3 ⋅ 23    | 576               | 2 ⋅ 6 ⋅ 30 ⋅ 30030   |
| 14 | 367567200  | 25 ⋅ 33 ⋅ 52 ⋅ 7 ⋅ 11 ⋅ 13 ⋅ 17      | 5,3,2,1,1,1,1          | 6 ⋅ 4 ⋅ 3 ⋅ 24    | 1152              | 2 ⋅ 6 ⋅ 30 ⋅ 510510  |
| 15 | 6983776800 | 25 ⋅ 33 ⋅ 52 ⋅ 7 ⋅ 11 ⋅ 13 ⋅ 17 ⋅ 19 | 5,3,2,1,1,1,1,1        | 6 ⋅ 4 ⋅ 3 ⋅ 25    | 2304              | 2 ⋅ 6 ⋅ 30 ⋅ 9699690 |

Interessant ist auch, dass k ebenso die Anzahl der Primfaktoren der k-ten SHCN wiedergibt.